# Grasshopper Club Zurich
Pour les articles homonymes, voir GCZ et GC.
Maillots
Actualités
Le Grasshopper Club Zurich (abrégé GCZ ou tout simplement GC) est un club omnisports de la ville de Zurich en Suisse. Cet article traite de la section football, la plus ancienne et la plus connue du club. 
Le GCZ est le club de football le plus titré de Suisse avec 27 titres de champion et 19 coupes. Son grand rival local est le FC Zurich. L'équipe évolue en Super League. 
Outre son équipe de football, le club dispose de sections d'aviron, de hockey sur glace et sur gazon, handball, tennis, etc.

## Histoire
Grasshopper est fondé le 1er septembre 1886 par un étudiant anglais, Tom E. Griffith. Il opte pour les couleurs bleue et blanche de la ville, partagées avec les Blackburn Rovers, un club anglais célèbre dont il achète les maillots. Il dispute son premier match en octobre face à l'équipe de l'École polytechnique fédérale de Zurich (0-0). 
La première édition du championnat de Suisse, organisée en 1897-1898, est remportée par Grasshopper, ainsi que celles de 1900, 1901 et 1905. Pourtant le club doit quitter la Fédération suisse en 1909 car il manque d'un terrain adéquat. La parenthèse dure sept ans. GC signe son retour au plus haut niveau suisse en remportant un 5e titre en 1921. 
En 1925, le club fait appel à l'entraîneur hongrois Izidor Kürschner, surnommé Dori, membre de la sélection suisse médaillée d'argent aux Jeux olympiques de 1924. Sous sa direction, les Zurichois remportent le championnat en 1927 et 1928, ainsi que les deux premières éditions de la Coupe de Suisse en 1926 contre le FC Berne (2-1) et 1927 contre les Young Fellows de Zurich (3-1), un nouveau championnat en 1931 et deux autres Coupes en 1932 contre Urania Genève Sports (5-1) et 1934 contre le Servette FC, l'un des grands rivaux historique des Grasshoppers. Ces résultats font qu'au début des années 1930, le GCZ fait partie des clubs les plus prestigieux d'Europe.
En 1934, Kürschner laisse la place à l'Autrichien Karl Rappan, autre ancien sélectionneur suisse. Ce dernier mène Grasshopper à de nouveaux titres : championnat en 1937 et 1939, Coupe en 1937 et 1938. Malgré les tourments de la Seconde Guerre mondiale, le club poursuit ses activités, remportant de nouveau le championnat en 1942, 1943 et 1945 et la Coupe en 1940, 1941, 1942, 1943 et 1946. En 1948 Rappan quitte le club, qui est relégué pour la première fois de son histoire dès la saison suivante.
En 1952, pour son retour dans l'élite, Grasshopper réalise le doublé coupe-championnat, un exploit reproduit en 1956, ce qui lui ouvre les portes de la Coupe des clubs champions européens, dont il est éliminé en quart de finale par la Fiorentina. Cet épisode marque le début d'une longue période de moindre succès. 
Dans les années 1960, le GCZ ne remporte aucun titre. 2e du championnat en 1968, il participe à la Coupe des villes de foires l'année suivante mais en est éliminé dès le premier tour par le SSC Naples.
Il faut attendre 1971 pour voir Grasshopper remporter son 16e championnat, après une victoire sur le FC Bâle en match d'appui (4-3 a. p.). Dès lors le club reprend place parmi les meilleures équipes suisses. La saison 1977-1978 est historique : outre un nouveau titre de champion, les Zurichois atteignent les demi-finales de la Coupe UEFA, où ils sont éliminés par le SC Bastia à la règle des buts marqués à l'extérieur (3-2, 0-1). La saison suivante, ils créent de nouveau la sensation en éliminant le Real Madrid CF en Coupe des clubs champions européens, avant de s'incliner en quart de finale face à Nottingham Forest, futur vainqueur. En 1981, ils atteignent encore les quarts de finale de la Coupe UEFA mais s'inclinent face au FC Sochaux.
Entre 1982 et 1984, le GCZ remporte le championnat trois saisons d'affilée. La dernière année le titre est décerné après un match d'appui remporté (1-0 a. p.) sur le Servette FC, son principal concurrent national à cette période. En Coupe, le club réalise un nouveau triplé en 1988, 1989 et 1990. L'Allemand Ottmar Hitzfeld, sur le banc de 1988 à 1991, remporte le championnat lors de ses deux dernières saisons.
Après avoir remporté le championnat en 1995, Christian Gross fait du club le premier représentant suisse à disputer la Ligue des champions de l'UEFA, grâce à une victoire en tour préliminaire sur le Maccabi Tel Aviv. Opposés au Real Madrid, l'Ajax Amsterdam et Ferencváros, ils obtiennent deux nuls pour quatre défaites. De nouveau champion de Suisse, Grasshopper retente sa chance l'année suivante. Après avoir écarté le Slavia Prague (2 victoires : 5-0 à domicile et 1-0 à l'extérieur), ils affrontent Auxerre, les Rangers et l'Ajax Amsterdam en phase de poule. Malgré trois succès (deux à Zurich contre les Rangers (3-0) et Auxerre (3-1) ainsi qu'une victoire 0-1 à Amsterdam), ils manquent la qualification pour les quarts de finale en s'inclinant lors de leurs deux dernières rencontres, à Glasgow (2-1) puis à domicile contre l'Ajax (0-1).
Avec trois nouveaux titres de champion en 1998, 2001 et 2003, le XXIe siècle semblait bien parti. Mais dominé par le FC Bâle et le FC Zurich, le club connaît une période de dix ans d'insuccès, qui s'achève par la victoire en Coupe de Suisse en 2013.
En fin de saison 2018-2019, le club est relégué en deuxième division après 70 ans d'appartenance à la première division. Le 12 mai 2019, à Lucerne, le match est interrompu à la 66e minute sur le score de 4 à 0, par les supporters du GCZ qui demandent et obtiennent que les joueurs de Zurich rendent la tenue du club, obligeant ceux ci de sortir du terrain en sous-vêtement.
Après deux saisons en Challenge League, les Sauterelles retrouvent l'élite, terminant en tête lors de l'exercice 2020-2021.

## Palmarès et résultats

### Palmarès
| Compétitions nationales | Compétitions internationales |
| - Championnat de Suisse - Champion (27) : 1898, 1900, 1901, 1905, 1921, 1927, 1928, 1931, 1937, 1939, 1942, 1943, 1945, 1952, 1956, 1971, 1978, 1982, 1983, 1984, 1990, 1991, 1995, 1996, 1998, 2001 et 2003. - Vice-champion (21) : 1926, 1929, 1930, 1933, 1934, 1938, 1954, 1957, 1958, 1968, 1973, 1974, 1980, 1981, 1987, 1989, 1994, 1999, 2002, 2013 et 2014. - Championnat de Suisse de deuxième division - Champion (2) : 1951 et 2021. - Coupe de Suisse - Vainqueur (19) : 1926, 1927, 1932, 1934, 1937, 1938, 1940, 1941, 1942, 1943, 1946, 1952, 1956, 1983, 1988, 1989, 1990, 1994 et 2013. - Finaliste (13) : 1928, 1931, 1933, 1949, 1953, 1958, 1963, 1978, 1993, 1995, 1999, 2002 et 2004. - Coupe de la Ligue - Vainqueur (2) : 1973 et 1975. - Finaliste (2) : 1978 et 1980. - Supercoupe de Suisse - Vainqueur (1) : 1989. - Finaliste (2) : 1988 et 1990. | - Coupe des clubs champions/Ligue des champions (C1) - Meilleur parcours : Quart-de-finaliste en 1957 et 1979. - 15 participations. - Coupe des vainqueurs de coupe (C2) - Meilleur parcours : Quart-de-finaliste en 1990. - 3 participations. - Coupe UEFA/Ligue Europa (C3) - Meilleur parcours : Demi-finaliste en 1978. - 23 participations. - Coupe Intertoto (C4) - Vainqueur (1) : 2006. - 2 participations. - Coupe des Alpes - Finaliste (1) : 1984 et 1987. - Coupe horlogère - Vainqueur (1) : 2001. |

### Bilan saison par saison
| Saison    | Championnat      | Championnat | Championnat | Championnat | Championnat | Championnat | Championnat | Championnat | Championnat | Championnat | Championnat | Buteur             | Buteur | Coupe de Suisse | Coupes d'Europe | Coupes d'Europe        |
| Saison    | Div.             | Pos.        | Pts         | M           | V           | N           | D           | BP          | BC          | Diff.       | Affl.       | Nom                | Buts   | Coupe de Suisse | Compét.         | Tour                   |
| --------- | ---------------- | ----------- | ----------- | ----------- | ----------- | ----------- | ----------- | ----------- | ----------- | ----------- | ----------- | ------------------ | ------ | --------------- | --------------- | ---------------------- |
| 2005-2006 | Super League     | 4e          | 55          | 36          | 14          | 12          | 9           | 44          | 33          | +11         | 6 139       | Antônio            | 12     | 1/16e de f.     | C3              | Groupes                |
| 2006-2007 | Super League     | 6e          | 50          | 36          | 13          | 11          | 12          | 54          | 41          | +13         | 6 920       | Antônio            | 9      | 1/4 de f.       | C3              | Groupes                |
| 2007-2008 | Super League     | 4e          | 54          | 36          | 15          | 9           | 12          | 57          | 49          | +8          | 7 257       | Bobadilla          | 18     | 1/8e de f.      | -               | -                      |
| 2008-2009 | Super League     | 4e          | 50          | 36          | 12          | 14          | 10          | 57          | 48          | +9          | 6 497       | Bobadilla & Zárate | 8      | 1/4 de f.       | C3              | 2e tour prél.          |
| 2009-2010 | Super League     | 3e          | 65          | 36          | 21          | 2           | 13          | 65          | 43          | +22         | 6 778       | Zárate             | 14     | 1/16e de f.     | -               | -                      |
| 2010-2011 | Super League     | 7e          | 41          | 36          | 10          | 11          | 15          | 45          | 54          | -9          | 6 789       | Emeghara           | 10     | 1/4 de f.       | C3              | Barrages               |
| 2011-2012 | Super League     | 8e          | 26          | 34          | 7           | 5           | 22          | 32          | 66          | -34         | 5 659       | Zuber              | 8      | 1/4 de f.       | -               | -                      |
| 2012-2013 | Super League     | 2e          | 69          | 36          | 20          | 9           | 7           | 48          | 32          | +16         | 8 600       | Hajrović           | 8      | Vainqueur       | -               | -                      |
| 2013-2014 | Super League     | 2e          | 65          | 36          | 19          | 8           | 9           | 67          | 43          | +24         | 7 235       | Gashi              | 19     | 1/4 de f.       | C1 C3           | 3e tour prél. Barrages |
| 2014-2015 | Super League     | 8e          | 43          | 36          | 11          | 10          | 15          | 50          | 56          | +6          | 6 173       | Dabour             | 13     | 1/4 de f.       | C1 C3           | 3e tour prél. Barrages |
| 2015-2016 | Super League     | 4e          | 53          | 36          | 15          | 8           | 13          | 65          | 56          | +13         | 6 461       | Dabour             | 19     | 1/16e de f.     | -               | -                      |
| 2016-2017 | Super League     | 8e          | 38          | 36          | 10          | 8           | 18          | 47          | 61          | -14         | 5 011       | Caio               | 14     | 1/8e de f.      | C3              | Barrages               |
| 2017-2018 | Super League     | 9e          | 39          | 36          | 10          | 9           | 17          | 43          | 52          | -9          | 7 017       | Kodro              | 7      | 1/2 f.          | -               | -                      |
| 2018-2019 | Super League     | 10e         | 25          | 36          | 5           | 10          | 21          | 32          | 71          | -39         | 5 639       | Djuricin           | 6      | 1/16e f.        | -               | -                      |
| 2019-2020 | Challenge League | 3e          | 61          | 36          | 17          | 10          | 9           | 69          | 52          | +17         | 2 363       | Ben Khalifa        | 14     | 1/8e f.         | -               | -                      |
| 2020-2021 | Challenge League | 1er         | 65          | 36          | 19          | 8           | 9           | 60          | 43          | +17         | 357         | Bonatini           | 11     | 1/4 de f.       | -               | -                      |
| 2021-2022 | Super League     | 8e          | 40          | 36          | 9           | 13          | 14          | 54          | 58          | -4          | 5767        |                    |        | ?               | -               | -                      |
| 2022-2023 | Super League     | 5e          |             |             |             |             |             |             |             |             |             |                    |        |                 |                 |                        |
| 2023-2024 | Super League     | 11e         |             |             |             |             |             |             |             |             |             |                    |        |                 |                 |                        |
| 2024-2025 | Super League     | 11e         |             |             |             |             |             |             |             |             |             |                    |        |                 |                 |                        |

## Joueurs et personnalités du club

### Entraîneurs
- 1925 - 1934 : Izidor Kürschner
- 1936 - 1948 : Karl Rappan
- 1948 - 1950 : Hardy Walter
- 1950 - 1955 : Willi Treml
- 1955 - 1958 : Wilhelm Hahnemann
- 1958 : Glisovic
- 1958 - 1960 : Antun Pogačnik
- 1960 - 1963 : Branislav Vukosavljević
- 1963 - 1964 : Alfred Bickel
- 1964 - 1966 : Albert Sing (juillet - novembre)
- 1966 - 1967 : Walter Brunner et Werner Schley (novembre - juillet)
- 1967 - 1969 : Henri Skiba (juillet - septembre)
- 1969 - 1970 : Walter Brunner et Werner Schley (septembre - juillet)
- 1970 - 1973 : René Hüssy
- 1973 - 1976 : Erich Vogel et István Szabó (juillet - mars)
- 1976 : István Szabó (mars - juillet)
- 1976 - 1979 : Helmut Johannsen
- 1979 - 1980 : Jürgen Sundermann
- 1980 - 1982 : Timo Konietzka
- 1982 - 1983 : Hennes Weisweiler
- 1983 : Oldrich Svab (juillet - )
- 1983 - 1985 : Miroslav Blažević ( - mars)
- 1985 - 1986 : Timo Konietzka (mars - novembre)
- 1986 - 1988 : Kurt Jara (novembre - juillet)
- 1988 - 1991 : Ottmar Hitzfeld
- 1991 - 1992 : Oldrich Svab (juillet - août)
- 1992 - 1993 : Leo Beenhakker (août - juillet)
- 1993 - 1997 : Christian Gross (juillet - novembre)
- 1997 - 1998 : Hanspeter Latour (novembre - janvier)
- 1998 - 1999 : Rolf Fringer (janvier - janvier)
- 1999 : Roger Hegi (janvier - août)
- 1999 - 2000 : Roy Hodgson (août - mai)
- 2000 : Piet Hamberg (mai - juillet)
- 2000 - 2002 : Hans-Peter Zaugg (juillet - janvier)
- 2002 - 2003 : Marcel Koller (janvier - octobre)
- 2003 - 2004 : Carlos Bernegger (octobre - janvier)
- 2004 : Alain Geiger (janvier - octobre)
- 2004 - 2005 : Carlos Bernegger (octobre - juillet)
- 2005 - 2006 : Hanspeter Latour (janvier - janvier)
- 2006 - 2007 : Krasimir Balakov (janvier - mai)
- 2007 - 2009 : Hanspeter Latour (juillet - juin)
- 2009 - 2012 : Ciriaco Sforza (juillet - avril)
- 2012 - 2013 : Uli Forte (avril - juin)
- 2013 - 2015 : Michael Skibbe (juillet - janvier)
- 2015 - 2017 : Pierluigi Tami (janvier - mars)
- 2017 : Carlos Bernegger (mars - août)
- 2017 - 2018 : Murat Yakın (août - avril)
- 2018 - 2019 : Thorsten Fink (avril - mars)
- 2019 : Tomislav Stipić (de) (mars - avril)
- 2019 - 2020 : Uli Forte (avril - février)
- 2020 : Goran Djuricin (en) (février-mai)
- 2020 : Zoltán Kádár (en) (mai-août)
- 2020 - 2021 : João Pereira (en) (août-mai)
- 2021 : Zoltán Kádár (mai-juin)
- 2021-2023 : Giorgio Contini
- 2023-2024 : Bruno Berner (juin-avril)
- 2024 : Marco Schällibaum (avril-novembre)
- 2024-2025 : Tomas Oral (novembre-juin)
- 2025 :  Gerald Scheiblehner (depuis juillet)

### Présidents
- 1897-1898 : Hans Wunderly
- 1898-1903 : Robert Westermann
- 1903-1905 : ?
- 1905-1906 : Max Arbenz
- 1906-1907 : ?
- 1907-1908 : Jenny
- 1908-1909 : Walter Fierz
- 1909-1910 : Fritz Rank
- 1910-1913 : Walter Schoeller (de)
- 1913-1914 : Hans Walter
- 1914-1915 : Walter Schoeller
- 1915-1916 : ?
- 1916-1917 : Jenny
- 1917-1918 : De Groot
- 1918-1934 : ?
- 1934-1947 : Hermann Hofmann
- 1947-1948 : Adolf Jucker
- 1948-1955 : Eberhard Weiss
- 1955-1957 : René Bracher
- 1957-1962 : Charles Barrier
- 1962-1969 : Luk Keller
- 1969-1971 : Albert Fader
- 1971-1973 : Josef Outry
- 1973-1974 : Werner Brunner
- 1974-1985 : Karl Oberholzer
- 1985-1986 : Urs Bender
- 1986-1987 : Thomas Preiss
- 1987-1991 : Fritz Peter
- 1991-1994 : Benno Bernardi
- 1994-1999 : Romano Spadaro (de)
- 1999-2003 : Peter Widmer
- 2003-2004 : Thomas Gulich (de)
- 2005-2007 : Walter Brunner (de)
- 2007-2010 : Roger Berbig
- 2010-2011 : Urs Linsi (de)
- 2011-2012 : Roland Leutwiler (de)
- 2012-2013 : André Dosé (de)
- 2014-2019 : Stephan Anliker (de)
- 2019-2020 : Stephan Rietiker
- 2020- : Sky Sun

## Supporters célèbres
- Maximilian Schell, acteur
- Friedrich Dürrenmatt, écrivain, qui a dit « Après une défaite de Grasshopper, je ne peux plus écrire durant une semaine ».
- Michelle Hunziker, mannequin
- Ueli Beck, animateur de radio

## Autres sports
Le club comporte aussi des sections :
- féminines (voir Grasshopper Club Zurich Frauen)
- aviron
- Beach soccer (voir GCZ beach soccer)
- handball (voir GCZ handball)
- hockey sur glace (voir GCK Lions)
- hockey sur gazon
- rugby à XV
- squash
- tennis
- unihockey